# Casa-fàbrica Molins
La casa-fàbrica Molins és un edifici situat als carrers de Valldonzella, Lleó i Tigre del Raval de Barcelona.

## Història
El 1835, el fabricant de teixits Francesc Lloberas i el fabricant de blanqueig i tenyit de cotó Domènec Soley van adquirir en emfiteusi a Josepa de Gomis, vídua del comerciant Joan Pau Puget, i al seu fill Rafael Puget i de Gomis, un hort i unes casetes al carrer de Valldonzella (antigament Natzaret), a cens de 1.650 lliures anuals. El desembre del 1839, van demanar permís per a urbanitzar els terrenys amb l'obertura dels nous carrers del Lleó, Tigre, Paloma i Ciervo (actualment Sant Vicenç).
El 1845, Lloberas i Soley en van establir en emfiteusi a Josep Molins i Huguet (o Uget) una parcel·la entre els carrers de Valldonzella, Lleó i Tigre, i el 1850, va presentar el projecte d'un edifici de planta baixa i quatre pisos, signat pel mestre d'obres Felip Ubach. El 1855, va demanar permís per a instal·lar-hi una màquina de vapor de 8 a 10 CV per a un molí fariner, segons el projecte de l'arquitecte Josep Fontserè i Domènech. Els plànols mostren una «quadra» que ocupava la major part de la planta baixa, dividida en dues crugies paral·leles al carrer del Lleó i d'amplada desigual, així com la situació de la màquina de vapor per sota de la rasant del terreny i al costat de la paret mitgera.
El 1856, Molins va presentar un projecte de reforma consistent en la remunta de dos pisos, signat pel mateix Fontserè. Malgrat les protestes dels veïns, les obres van continuar i l’11 d’abril de 1857 se'n notificà a l’Ajuntament la finalització. Posteriorment, noves protestes pels sorolls produïts per les màquines van fer que aquell en paralitzés el funcionament fins que s'hi realitzessin les obres de millora. Finalment, la nova llicència va ser concedida el 1859, tot i que la fàbrica havia seguit funcionant.
En una data indeterminada, la fàbrica va ser desmantellada i l'edifici subdividit en dues finques independents, amb accessos pels carrers de Valldonzella i del Tigre, respectivament.

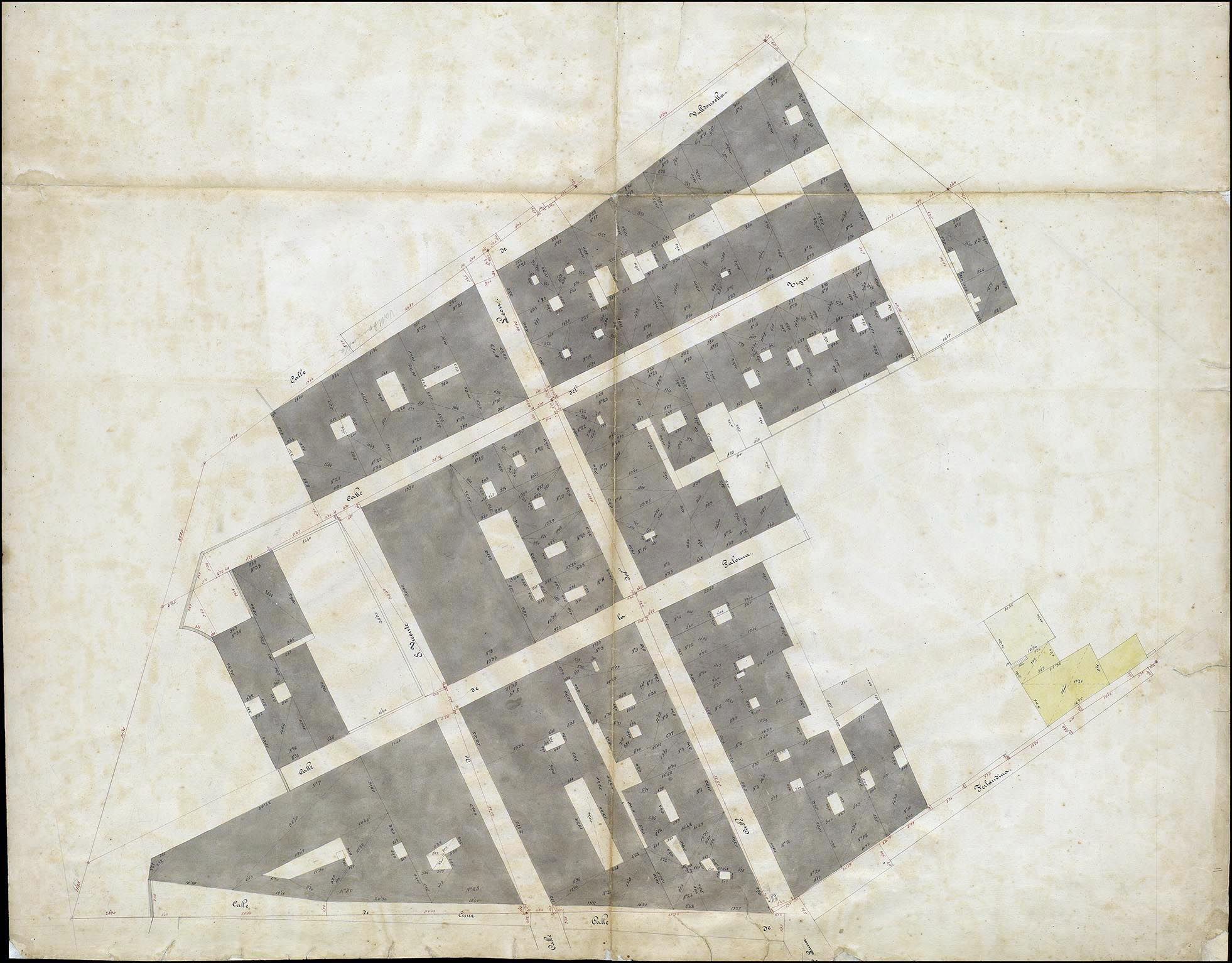
Quarteró núm. 72 de Garriga i Roca (c. 1860)